# Marantz
Marantz es una empresa que desarrolla y vende productos de audio de alta gama. La compañía se fundó en Nueva York, pero ahora tiene su sede en Japón.
El primer producto de audio de Marantz fue diseñado y construido por Saul Marantz en su casa en Kew Gardens, Nueva York. La compañía tuvo una gran influencia en el desarrollo de los sistemas de audio de alta fidelidad, y alcanzó el punto más alto de su éxito a mediados y finales de la década de 1970.
Durante la década de 1980, mientras era propiedad de Philips, empresa pionera en la tecnología de discos compactos, Marantz vendió algunos reproductores de CD muy bien recibidos, pero otros productos de la línea no tuvieron tanto éxito como en el pasado. A principios de la década de 1990, se centró en componentes de gama alta. En 2001, Marantz Japón adquirió la marca a Philips, pasando a ser propietaria de todas las filiales de ventas en el extranjero.
En 2002, Marantz se fusionó con su competidor Denon para formar D&M Holdings Inc., posteriormente denominado D+M Group. El 1 de marzo de 2017, Sound United LLC completó la adquisición de D+M Holdings.

## Historia
- 1952 Saul Marantz vendió su primer producto de audio, el preamplificador "Consolette"
- 1964 Marantz sería adquirida por Superscope Inc.
- 1966 Comenzando con el Modelo 25, y luego con el 22 y el 28, inicia la fabricación de sus productos en Japón a través de una asociación con Standard Radio Corp.
- 1974 Se abre una planta de fabricación en el emplazamiento de Péronnes-lez-Binche, Región Valona, Bélgica.

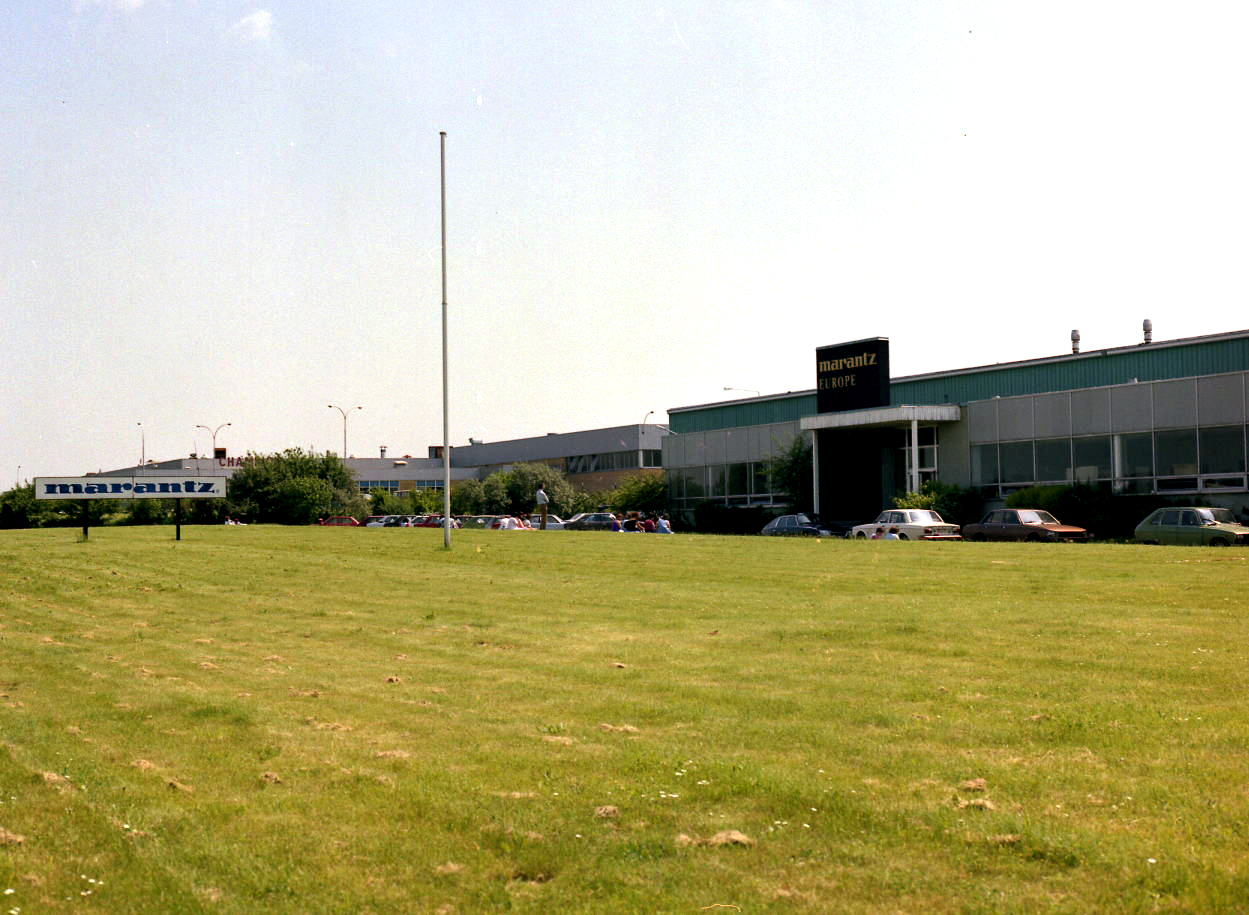
Marantz Europa (1974 ~ 1985)

- 1975 Standard Radio Corp. cambia su nombre a Marantz Japan Inc.
- 1980 Superscope vende la marca Marantz, la red de distribuidores y todos los activos en el extranjero (excepto EE. UU. y Canadá) a Philips Electronics.
- 1983 Se introduce la tecnología de mejora de audio de Marantz (Marantz Enhanced Digital Stereo).
- 1992 Philips adquiere las marcas comerciales y la red de distribuidores de EE. UU. y Canadá.
- 1997 Saul Marantz muere a los 85 años de edad.
- 2001 Marantz Japan Inc. adquiere la marca y todas las filiales de ventas en el extranjero.
- 2002 Marantz Japan y Denon se fusionan para formar D&M Holdings, para luego unirse a otras marcas de equipos de audio de alta gama como Boston Acoustics.
- 2008 Philips vende su participación restante en D&M Holdings, poniendo fin a una relación de 28 años entre Philips y Marantz
- 2014 Marantz Professional es adquirida por inMusic Brands.
- 2017 Sound United LLC adquiere D+M Holding
- 2019 Ken Ishiwata muere a los 72 años de edad.

## Productos

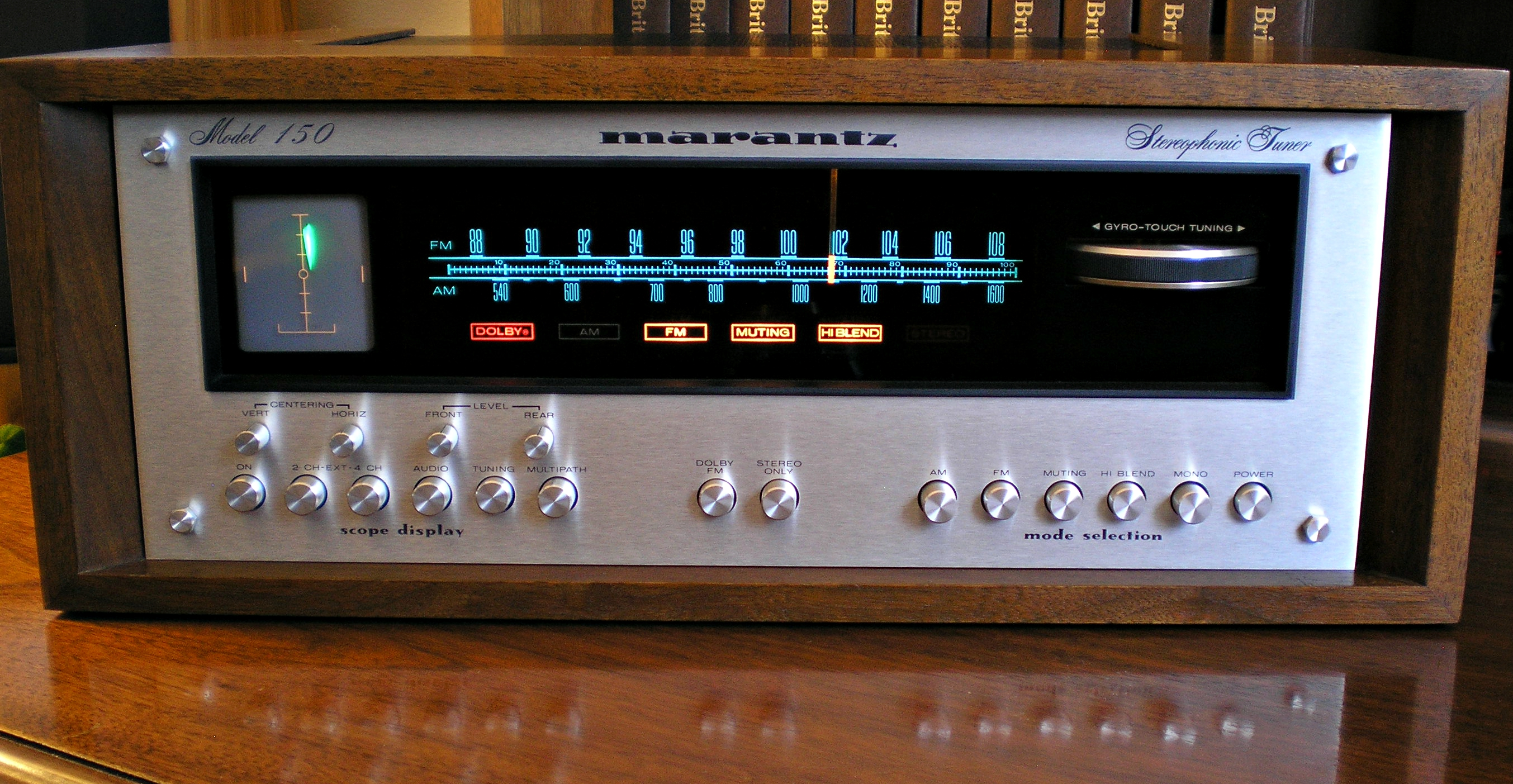
Sintonizador Marantz 150 con osciloscopio (1975-1978)

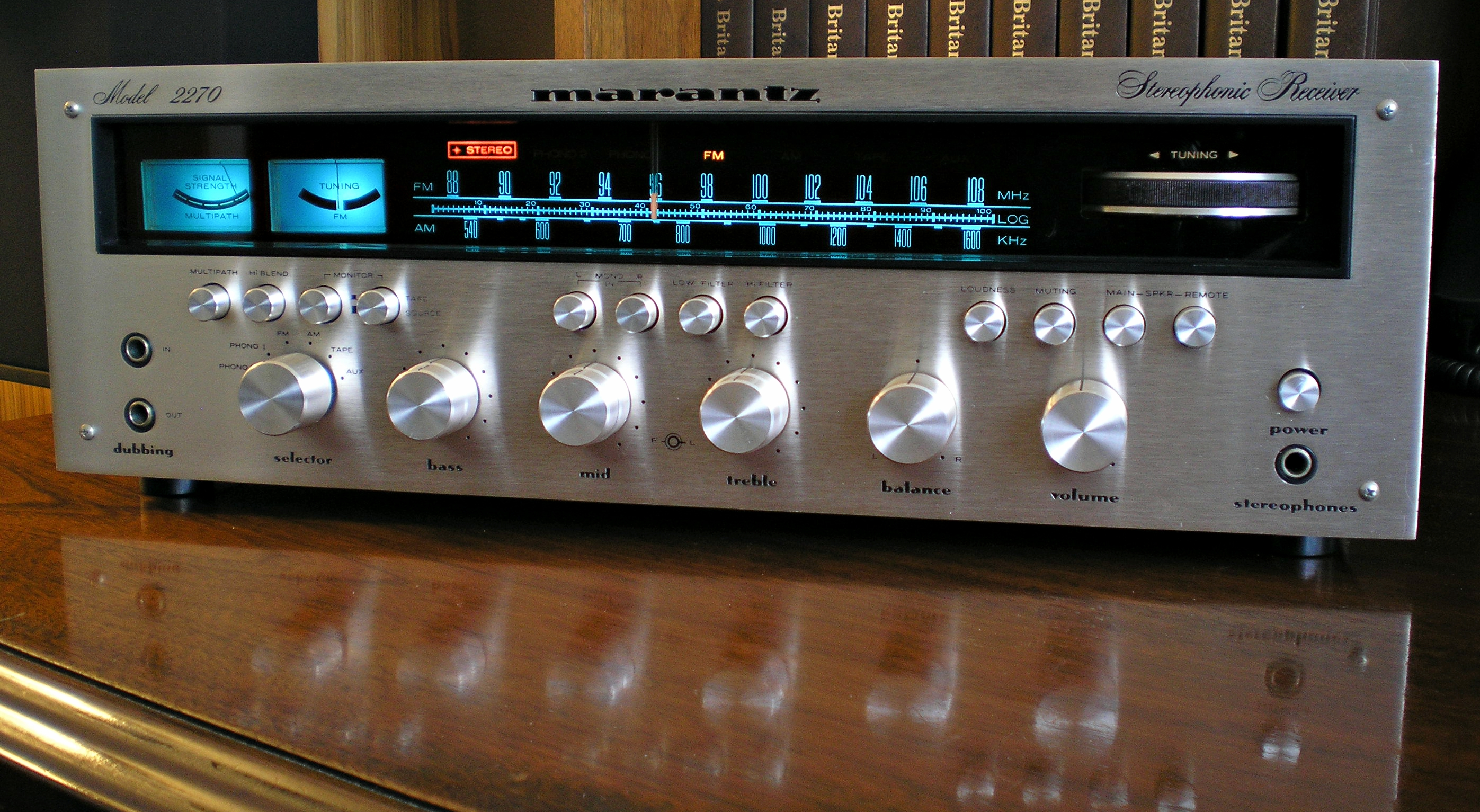
Receptor Marantz 2270

Productos seleccionados:
- Receptor Marantz 2325
- Marantz 5420 Cassette Deck
- Marantz 2600 : el receptor más potente de Marantz
- Marantz HD77 : sistema de altavoces de alta fidelidad de cuatro vías
- Marantz PMD-660 - grabador de estado sólido
- Marantz CD63, CD63SE y variantes: gama icónica de reproductores de CD
- Marantz UD7007 - Reproductor universal de Blu-ray HD
- Marantz PM-KI Ruby - amplificador integrado de 2 canales de referencia firmado por Ken Ishiwata
- Marantz MM8077 - Amplificador de 7 canales con entradas XLR y RCA
- Marantz M-CR612 - Amplificador "todo en uno" compacto con radio, reproductor de CD y en red.
- Marantz SR7011 - Receptor de red de canales 9.2
- Marantz SR8012 - Receptor AV de red de canales 11.2
- Marantz SR8015 - Receptor AV insignia de red de canales 11.2
- Marantz AV8805 - Preamplificador AV de red de canales 13.2